# Humbert (Pas-de-Calais)
Humbert település Franciaországban, Pas-de-Calais megyében. Lakosainak száma 251 fő (2022. január 1.). Humbert Saint-Michel-sous-Bois, Clenleu, Embry, Saint-Denœux és Sempy községekkel határos.

## Népesség
A település népességének változása:
| Lakosok száma | 227  | 232  | 234  | 232  | 232  | 232  | 238  | 245  | 251  |
|               | 2013 | 2015 | 2016 | 2017 | 2018 | 2019 | 2020 | 2021 | 2022 |